# Toucy
Toucy és un municipi francès, situat al departament del Yonne i a la regió de Borgonya - Franc Comtat. L'any 2007 tenia 2.672 habitants.

## Demografia

### Població
El 2007 la població de fet de Toucy era de 2.672 persones. Hi havia 1.208 famílies, de les quals 484 eren unipersonals (200 homes vivint sols i 284 dones vivint soles), 332 parelles sense fills, 288 parelles amb fills i 104 famílies monoparentals amb fills.
La població ha evolucionat segons el següent gràfic:
Habitants censats

### Habitatges
El 2007 hi havia 1.481 habitatges, 1.242 eren l'habitatge principal de la família, 89 eren segones residències i 150 estaven desocupats. 1.038 eren cases i 402 eren apartaments. Dels 1.242 habitatges principals, 695 estaven ocupats pels seus propietaris, 508 estaven llogats i ocupats pels llogaters i 39 estaven cedits a títol gratuït; 61 tenien una cambra, 165 en tenien dues, 275 en tenien tres, 327 en tenien quatre i 415 en tenien cinc o més. 796 habitatges disposaven pel capbaix d'una plaça de pàrquing. A 630 habitatges hi havia un automòbil i a 349 n'hi havia dos o més.

### Piràmide de població
La piràmide de població per edats i sexe el 2009 era:
| Homes | Edats   | Dones |
| ----- | ------- | ----- |
| 4     | 95 o +  | 16    |
| 8     | 90 a 94 | 16    |
| 12    | 85 a 89 | 48    |
| 20    | 80 a 84 | 32    |
| 76    | 75 a 79 | 80    |
| 96    | 70 a 74 | 96    |
| 52    | 65 a 69 | 84    |
| 44    | 60 a 64 | 80    |
| 72    | 55 a 59 | 52    |
| 80    | 50 a 54 | 72    |
| 120   | 45 a 49 | 100   |
| 96    | 40 a 44 | 100   |
| 76    | 35 a 39 | 92    |
| 60    | 30 a 34 | 84    |
| 80    | 25 a 29 | 60    |
| 60    | 20 a 24 | 52    |
| 60    | 15 a 19 | 60    |
| 88    | 10 a 14 | 88    |
| 92    | 5 a 9   | 64    |
| 28    | 0 a 4   | 60    |

## Economia
El 2007 la població en edat de treballar era de 1.584 persones, 1.122 eren actives i 462 eren inactives. De les 1.122 persones actives 999 estaven ocupades (521 homes i 478 dones) i 123 estaven aturades (69 homes i 54 dones). De les 462 persones inactives 155 estaven jubilades, 133 estaven estudiant i 174 estaven classificades com a «altres inactius».

### Ingressos
El 2009 a Toucy hi havia 1.236 unitats fiscals que integraven 2.605 persones, la mediana anual d'ingressos fiscals per persona era de 16.207 €.

### Activitats econòmiques
Dels 211 establiments que hi havia el 2007, 5 eren d'empreses extractives, 5 d'empreses alimentàries, 17 d'empreses de fabricació d'altres productes industrials, 22 d'empreses de construcció, 58 d'empreses de comerç i reparació d'automòbils, 7 d'empreses de transport, 13 d'empreses d'hostatgeria i restauració, 4 d'empreses d'informació i comunicació, 12 d'empreses financeres, 9 d'empreses immobiliàries, 20 d'empreses de serveis, 23 d'entitats de l'administració pública i 16 d'empreses classificades com a «altres activitats de serveis».
Dels 68 establiments de servei als particulars que hi havia el 2009, 1 era una oficina d'administració d'Hisenda pública, 1 gendarmeria, 1 oficina de correu, 4 oficines bancàries, 7 tallers de reparació d'automòbils i de material agrícola, 1 taller d'inspecció tècnica de vehicles, 3 autoescoles, 4 paletes, 3 guixaires pintors, 4 fusteries, 3 lampisteries, 3 electricistes, 2 empreses de construcció, 7 perruqueries, 2 veterinaris, 1 agència de treball temporal, 10 restaurants, 6 agències immobiliàries, 4 tintoreries i 1 saló de bellesa.
Dels 27 establiments comercials que hi havia el 2009, 3 eren supermercats, 3 grans superfícies de material de bricolatge, 1 una gran superfície de material de bricolatge, 1 una botiga de més de 120 m², 3 fleques, 3 carnisseries, 2 llibreries, 3 botigues de roba, 1 una botiga de roba, 1 una botiga d'equipament de la llar, 1 una sabateria, 1 una botiga de material de revestiment de parets i terra, 1 una perfumeria i 3 floristeries.
L'any 2000 a Toucy hi havia 33 explotacions agrícoles que ocupaven un total de 1.558 hectàrees.

## Equipaments sanitaris i escolars
El 2009 hi havia 1 psiquiàtric, 2 centres de salut, 2 farmàcies i 1 ambulància.
El 2009 hi havia 1 escola maternal i 1 escola elemental. A Toucy hi havia 1 col·legi d'educació secundària i 1 liceu d'ensenyament general. Als col·legis d'educació secundària hi havia 586 alumnes i als liceus d'ensenyament general 444.

## Poblacions més properes
El següent diagrama mostra les poblacions més properes.